# Zòsim
|  | Per a altres significats, vegeu «Zòsim (desambiguació)». |

Zòsim (grec antic: Ζώσιμος Zósimos) va ser un historiador grec que va viure en temps de Teodosi II, durant la primera meitat del segle v.

## Biografia
Les poques dades biogràfiques que es conserven d'ell són gràcies al patriarca de Constantinoble Foci I, que a la seva obra titulada Biblioteca el descriu com κόμης καὶ ἀποφισκοσυνήγορος, és a dir, era comes i antic advocat del fisc. Probablement era el fill de Zòsim, prefecte de l'Epir. Fou autor d'una història de l'Imperi Romà en sis llibres, titulada  Ἱστορία νέα (Historía néa, «Història Nova») que se'ns ha conservat. L'obra hauria estat escrita després del 425, ja que s'esmenta un fet que va passar aquest mateix any. La seva biografia personal és desconeguda i només se sap que era pagà (ataca als emperadors cristians com Constantí el Gran i Teodosi I el Gran però lloa als pagans com Julià l'Apòstata), cosa que posteriorment li va valer l'hostilitat dels escriptors cristians. Evari i Nicèfor el critiquen especialment.

## Història Nova
Va acomplir la tasca d'explicar els esdeveniments que van portar a la decadència de l'Imperi Romà. La Història Nova està composta per sis llibres rics en anècdotes. El primer llibre comença explicant la guerra de Troia i segueix fent una narració sobre la història dels primers emperadors des d'August fins a Dioclecià (305). El segon, tercer i quart tracten el segle iv, explicat amb força més detall, fins a la mort de Teodosi I el Gran. El cinquè i sisè tracten el període del 395 al 410, per tant fins a la deposició de Prisc Àtal. Finalitza bruscament poc abans del Saqueig de Roma (410).
Ocasionalment tracta també afers de Pèrsia, Grècia i Macedònia. Pel relat de Foci i Evagri d'Epifania, sembla que Zòsim no va viure per veure acabada l'obra i potser fou acabada per un monjo o un eclesiàstic. Essencialment es tractava de la compilació d'obres d'historiadors anteriors. Fins al capítol 41 segueix a Publi Herenni Dexip, fins al capítol onzè del cinquè llibre segueix a Eunapi (al qui no esmenta) i després segueix a Olimpiòdor de Tebes, al qui fins i tot copia literalment. El seu estil és descrit per Foci com a concís, clar, pur i satisfactori, mentre que la seva manca principal és l'omissió de la cronologia.